# Анастас Първанов
Анастас Александров Първанов е български политик и член на ЦК на БКП.

## Биография
Роден е на 16 януари 1924 г. в ломското село Сталийска махала. От 1938 г. е член на РМС. През 1940 г., докато е ученик в Ломската гимназия събира подписка за сключване на пакт със СССР. Отговорник е на РМС в гимназията. От 1941 до 1943 г. е ятак на партизани. Арестуван е два пъти през 1943 г. и накрая през септември осъден на 15 години затвор. След 9 септември 1944 г. е избран за секретар на РМС в селото си. От 22 ноември 1941 г. завежда отдел в ОК на РМС в Лом. Става член на БКП през 1945 г. От 1946 до 1947 г. е секретар на РМС във Видин. Напуска поради болест. От юли 1948 г. е председател на ОК на ДСНМ в Лом. През 1949 г. е избран за член на ОК на БКП в Лом. Същата година става председател на Окръжния комитет на ДСНМ във Видин. От 1950 г. е секретар на ОК на БКП в Лом. Между 1951 и 1954 г. учи в партийна школа в София. Бил е председател на Изпълнителния комитет на Окръжния народен съвет в Монтана. От 1971 до 1976 г. е кандидат-член на ЦК на БКП, а от 1976 до 1986 г. е член на ЦК на БКП. Между 1966 и 1971 г. е член на Централната контролно-ревизионна комисия. От 1967 г. е първи секретар на Окръжния комитет на БКП в Монтана. Умира през 2008 г.